# Michele Gallagher
Michele Gallagher, seltener auch: Michelle Gallagher, (* 4. April 1964) ist eine britische Schauspielerin, die durch ihre Rolle in der Fernsehserie Fünf Freunde auch über die Grenzen Englands hinweg Bekanntheit erlangte.

## Leben
Michele Gallagher verkörperte Ende der 1970er-Jahre in der britischen Fernsehserie Fünf Freunde, welche nach den Romanen von Enid Blyton entstand, die Rolle der George Kirrin (eigentlich: „Georgina Kirrin“), ein „Mädchen, das lieber ein Junge sein wollte“ und mit ihren Freunden zusammen Kriminalfälle löste.
Die Rolle der George erhielt Gallagher wohl unter anderem deshalb, weil der deutsche Co-Produzent der Serie sich dafür aussprach, dass ein deutsches Kind eine der Hauptrollen spielen sollte, was in der Praxis aber kaum umsetzbar war. Deshalb einigte man sich auf einen Kompromiss: Michele Gallagher, die deutsche Vorfahren hatte, bekam die Rolle. Für Michele Gallagher stellte die Fernsehserie ihre erste schauspielerische Erfahrung dar.
Die Fernsehserie lief insbesondere in Deutschland recht erfolgreich, wo sie mehrere Wiederholungen und Schallplattenserien mit den Synchronsprechern der Serie nach sich zog. Auf den Covern der Hörspielproduktion der Polydor-Produktion war sie stets mitabgebildet. Die damaligen Cover der Europa Hörspiel-Produktion waren in ihrer Gestaltung offensichtlich an die Fernsehserie angelehnt und so zeigte die gezeichnete Figur der George gewisse Ähnlichkeit mit der Schauspielerin Michele Gallagher.
Nach Ende der Fernsehserie arbeitete Gallagher, soweit bekannt, nicht mehr als Schauspielerin.

## Gerüchte über ihr Ableben
Ungefähr im Mai 2006 kamen Gerüchte über das Ableben Michele Gallaghers auf, die im Forum der Enid Blyton Society diskutiert wurden. Einige Foren-Mitglieder versuchten diesen Gerüchten nachzugehen. Am 14. November 2006 erklärte ein Teilnehmer in einem weiteren Forum, dass Michele Gallagher nach einem Motorradunfall teilweise gelähmt gewesen sei und sich dann um das Jahr 2000 das Leben genommen haben soll. Mittels ancestry.com fanden Nutzer des Forums unter dem Namen Michele Barbara Gallagher den März 2001 als Sterbedatum und so war erstmals ein genaues Todesdatum genannt. In Folge verbreitete sich die Nachricht im Internet und in verschiedenen Internetforen kam es zu Diskussionen zwischen Fans der Serie, hinsichtlich des Gerüchtes ihres Ablebens. Diese Todesnachricht fand wohl auch auf der Internetseite der Internet Movie Database ihren Niederschlag. Dort wurde jedoch entgegen bisheriger Gerüchte das Jahr 2000 als Todesjahr genannt. Am 1. April 2010 wurde abermals über ihren Tod berichtet, diesmal auf einer italienischen Internetseite. Erneut wurde das Jahr 2001 als Sterbejahr angegeben.
Bild.de schrieb im selben Jahr zum Anlass der DVD-Veröffentlichung der Serie darüber, was aus den Kinderstars der Serie wurde, und äußerte sich dabei auch zu Michele Gallaghers Verbleib mit wenigen Worten: „[…] Einzig über den Verbleib von Michele Gallagher (George) gibt es widersprüchliche Angaben […]“ und unter einem Bild der Schauspielerin aus Serienzeiten weiter: „[…] Von Gallagher gibt es kein aktuelles Foto, der Verbleib der Schauspielerin ist unklar […]“. Auf der deutschen Bonus-DVD der DVD-Veröffentlichung wurde jedoch ebenfalls über ihren Tod berichtet. In den  klassischen Medien wie Zeitung, Funk und Fernsehen wurde somit über sehr lange  Zeit nicht konkret über den Tod Gallaghers berichtet. Erst im Januar 2012 veröffentlichte Bild.de ein Interview mit Marcus Harris, der in der Rolle des Julian mit Michele Gallagher für die Serie Fünf Freunde vor der Kamera stand. Darin wird er auf die Frage nach ihr mit den Worten „Sie ist leider vor ein paar Jahren gestorben.“ zitiert. Gail Renard, eine Drehbuchautorin der Serie, schrieb einige Zeit danach in Erinnerungen zur Serie, die der englischen DVD-Veröffentlichung beigelegt wurden: „Wie George hatte Michele einen starken Willen, war rebellisch und leidenschaftlich und jeder liebte sie. Traurigerweise ist sie nicht mehr unter uns und wird sehr vermisst.“